# Groß Laasch
Groß Laasch település Németországban, Mecklenburg-Elő-Pomeránia tartományban. Lakosainak száma 953 fő (2023. december 31.).

## Népesség
A település népességének változása:
| Lakosok száma | 955  | 985  | 972  | 952  | 953  |
|               | 2017 | 2019 | 2021 | 2022 | 2023 |